# 竹内弘行
竹内 弘行（たけうち ひろゆき、1944年 - ）は、日本の中国思想史家。名古屋大学名誉教授。元名古屋大学大学院教授。

## 経歴
1944年、愛知県生まれ。名古屋大学大学院を中退。
その後は九州大学助手に採用された。1994年、学位論文『近代中国における儒教的近代化論の研究』を九州大学に提出して文学博士号を取得。高野山大学専任講師を経て、名古屋学院大学助教授に就いた。名古屋大学大学院教授を務め、退官後に、名古屋大学名誉教授となった。

## 著作
著書
- 『後期康有為論──亡命・復辟・五四』〔五四運動の研究 第4函14〕（同朋舎、1987年）
- 『十八史略』〔鑑賞中国の古典 第8巻〕（角川書店、1989年）
  - 改訂再刊 講談社学術文庫 2008年
- 『中国の儒教的近代化論』（研文出版、1995年）
- 『孝経』（たちばな出版、2007年）[3]
- 『康有為と近代大同思想の研究』（汲古書院、2008年）
- 『十八史略』〔ビギナーズ・クラシックス 中国の古典、角川ソフィア文庫〕（角川書店、2012年）